# Горбатько, Иван Фёдорович
Иван Фёдорович Горбатько — советский хозяйственный, государственный и политический деятель, Герой Социалистического Труда.

## Биография
Родился в 1925 году в селе Гонтаровка. Член КПСС.
С 1941 года — на хозяйственной, общественной и политической работе. В 1941—1992 гг. — учащийся 10-го ремесленного училища, работник цеха при Харьковском машиностроительном заводе в эвакуации, слесарь-сборщик, бригадир бригады слесарей сборщиков сборочно-испытательного цеха Харьковского турбинного завода имени С. М. Кирова Министерства тяжелого, энергетического и транспортного машиностроения СССР.
Указом Президиума Верховного Совета СССР от 5 апреля 1971 года присвоено звание Героя Социалистического Труда с вручением ордена Ленина и золотой медали «Серп и Молот».
Делегат XXIII и XXV съезда КПСС.
Умер в Харькове в 1993 году.